# BB&T Atlanta Open 2017
BB&T Atlanta Open 2017 — тенісний турнір, що проходив на кортах з твердим покриттям у місті Атланта, США з 24 липня. Належав до категорії ATP World Tour 250. Був турніром серії Atlanta Open 2017 року.

## Фінальна частина

### Одиночний розряд
Джон Ізнер —  Раян Гаррісон 7–6(8–6), 7–6(9–7)

### Парний розряд
Боб Браян /  Майк Браян —  Веслі Колгоф /  Артем Сітак 6–3, 6–4